# سوم كايند أوف بليس
«سوم كايند أوف بليس» (بالإنجليزية: Some Kind of Bliss) أو «نوع من النعيم» هي أغنية للفنانة الأسترالية كايلي مينوغ، وأخدت من سادس ألبوم لها وهو إمبوسيبل برينسس (1997). أصدرت الأغنية يوم 8 سبتمبر 1997 بوصفها الرئيسية من الألبوم عن طريق شركات بي إم جي، ديكونستراكشن، ومشروم. شاركت مينوغ في كتابة الأغنية مع جيمس دين برادفيلد وشون مور في حين تولى برادفيلد وديف إيرنغا عملية الإنتاج. تعتبر الأغنية من صنف البوب روك، وتدعمها أصوات الإيتار والطبل، وفي الكلمات فإن مينوغ تغني عن شعورها بالسعادة وهي بعيدة عن العائلة والأصدقاء.
كان رد النقاد على الأغنية مختلطا؛ فقد انتقدت التقييمات الأولى صورتها وانتقالها إلى الروك، بينما أشادت التقييمات اللاحقة بمهارتها في كتابة الأغاني وتجاربها الصوتية. لم تحقق الأغنية ذاك النجاح على قوائم الأغاني الدولية حيث وصلت إلى المركز 27 في استراليا، والمركز 22 في المملكة المتحدة (أول إصدار منفرد لا يصل إلى العشرين الأوائل في المملكة المتحدة) ووصلت للمركز 46 على قائمة الأغاني في نيوزيلندا.  نسخة محفوظة 14 يوليو 2015 على موقع واي باك مشين.
قامت مينوغ بالترويج للأغنية بغنائها في برامج توب أوف ذا بوبس، إم تي في أستراليا لايف والمسلسل التلفزيوني الأسترالي Hey Hey It's Saturday. وأدرجت لاحقا على جولتها الموسيقية إنتيميت أند لايف 1998. قام ديفيد مولد بإخراج فيديو كليب الأغنية، وضم مينوغ والممثل دكستر فليتشر وهما يسرقان محطة وقود. أدرج الأغنية لاحقا في عدد من البومات مينوغ التجميعية مثل كونفايد إن مي (2002)، كايلي مينوغ: أرتيست كوليكشن (2004)، كونفايد إن مي: إريزيستيبل كايلي (2007).